# Bewildered
Bewildered è un brano musicale del 1936 scritto da Teddy Powell e Leonard Whitcup. Nel 1938 è stato inciso da Tommy Dorsey e la sua orchestra.

## Versione di James Brown
Il musicista statunitense James Brown con The Famous Flames nel 1961 ha pubblicato il brano come singolo.

### Tracce
- Side A

1. Bewildered

- Side B

1. If You Want Me

### Formazione
- James Brown – voce
- Bobby Byrd – voce, piano
- Bobby Bennett – voce
- Baby Lloyd Stallworth – voce
- Johnny Terry – voce
- Willie Johnson – voce
- J.C. Davis – sassofono
- George Dorsey – sassofono
- Bobby Roach – chitarra
- Bernard Odum – basso
- Nat Kendrick – batteria